# گرامنتین
گرامنتین (به آلمانی: Grammentin) یک شهر در آلمان است که در Mecklenburgische Seenplatte District واقع شده‌است. گرامنتین ۲۵۲ نفر جمعیت دارد.